# Haggerston (stacja kolejowa)
Haggerston – stacja kolejowa w Londynie, na terenie London Borough of Hackney, zarządzana i obsługiwana przez London Overground jako część zmodernizowanej East London Line, oddanej do użytku w kwietniu 2010 roku. Obecna stacja jest drugą działającą w tym miejscu. Pierwsza, nosząca taką samą nazwę, działała w latach 1867-1940 w ramach sieci metra, jednak doznała bardzo poważnych zniszczeń w czasie bombardowań Londynu podczas II wojny światowej. Po wojnie postanowiono już jej nie odbudowywać, aż do roku 2007, gdy rozpoczęła się budowa obecnej stacji. Otwarty w 2010 budynek został zaprojektowany przez pracownię Acanthus LW Architects.